# Тимотей Дебърско-Кичевски
Тимотей (на македонска литературна норма: Тимотеј Дебарско-кичевски) е духовник на Македонската православна църква, дебърско-кичевски митрополит от 1981 до 2024 година.

## Биография
Роден е в 1951 година в Младо Нагоричане, тогава в Югославия, днес в Северна Македония със светското име Славе Йовановски (Славе Јовановски). Завършва средно богословско училище и в 1976 година Богословския факултет на Скопския университет. Работи като чиновник в Скопската архиепископия. От Синода е изпратен во Рим, където завършва ориенталистика. Преподава в Богословския факултет в Скопие и е и. д. ректор на Македонската православна семинария. Замонашен е на 10 септември 1981 година в Бигорския манастир, на 11 септември става йеродякон в Бигорския манастр, на 13 септември - йеромонах в Кичевския манастир, после става архимандрит в „Свети Наум“, Охрид, на 20 септември 1981 годна е хиротонисан за архиерей на МПЦ в „Свети Димитър“ в Скопие и на 21 септември е назначен за австралийски митрополит и управляващ Дебърско-Кичевската епархия. От 1995 година е Дебърско-Кичевски митрополит със седалище в Охрид. Добър приятел е с архиепископ Стефан Охридски и Македонски.
Умира на 25 ноември 2024 година в Скопие.